# Promozione 1952-1953
Nella stagione 1952-1953, la Promozione era il quinto livello del calcio italiano, il primo livello regionale.  Suddiviso in tanti gironi regionali, è l'antesignano dell'attuale Eccellenza.
Per ottenere la promozione in IV Serie non era sufficiente vincere il campionato. La Federazione, nel valutare i titoli sportivi ottenuti sul campo, avrebbe promosso alla categoria superiore le società in possesso di un impianto sportivo delle misure utili stabilite per la partecipazione alla IV Serie e che avessero solidità economica tale da poter sostenere le spese della gestione di quel campionato nazionale.
Il campionato è strutturato in vari gironi all'italiana su base regionale, gestiti dai Comitati Regionali di competenza. Le squadre che vincevano il proprio girone rientravano nel lotto delle squadre proposte all'ammissione alla categoria superiore anche se non si aggiudicavano il titolo di Campione Regionale di Promozione messo sempre in palio da ogni Lega Regionale anche nel caso i gironi fossero più di uno.

## Campionati
- Promozione Abruzzo 1952-1953
- Promozione Basilicata 1952-1953
- Promozione Calabria 1952-1953
- Promozione Campania-Molise 1952-1953
- Promozione Emilia-Romagna 1952-1953
- Promozione Lazio 1952-1953
- Promozione Liguria 1952-1953
- Promozione Lombardia 1952-1953
- Promozione Marche 1952-1953
- Promozione Piemonte-Valle d'Aosta 1952-1953
- Promozione Puglia 1952-1953
- Promozione Sardegna 1952-1953
- Promozione Sicilia 1952-1953
- Promozione Toscana 1952-1953
- Promozione Umbria 1952-1953
- Promozione Veneto 1952-1953
- Promozione Venezia Giulia 1952-1953
- Promozione Venezia Tridentina 1952-1953

## Regolamento
In questa stagione a parità di punteggio non era prevista alcuna discriminante: le squadre a pari punti erano classificate a pari merito. In caso di assegnazione di un titolo sportivo (promozione o retrocessione) era previsto uno spareggio in campo neutro.
Le squadre che non hanno portato a termine il campionato non vanno considerate come classificate ma tolte dalla classifica azzerando tutti i risultati conseguiti fino al momento dell'esclusione o della rinuncia.